# Cooper (cráter)
Cooper es un cráter de impacto que se encuentra en el hemisferio norte de la cara oculta de la Luna, al este de la gran llanura amurallada del cráter D'Alembert, y al oeste-suroeste del cráter Chappell.
Esta formación ha sido fuertemente desgastada y erosionada por la erosión de impactos posteriores. Poco queda del borde original, aunque su forma aún se puede rastrear en la superficie. Múltiples pequeños cráteres se encuentran al otro lado del borde y de la pared interior, dejando una configuración de crestas que forman un de anillo sobre el terreno lunar. El suelo interior es un poco menos accidentado que la superficie circundante, con un grupo de pequeños cráteres cerca de la pared interna noreste.

## Cráteres satélite
Por convención estos elementos son identificados en los mapas lunares poniendo la letra en el lado del punto medio del cráter que está más cerca de Cooper.
|        | \| Cooper \| Coordenadas \| Diámetro \| \| ------ \| ------------------------------ \| -------- \| \| G \| 52°36′N 178°30′E / 52.6, 178.5 \| 20 km \| \| K \| 51°06′N 178°06′E / 51.1, 178.1 \| 30 km \| |          |
| Cooper | Coordenadas | Diámetro |
| G      | 52°36′N 178°30′E / 52.6, 178.5 | 20 km    |
| K      | 51°06′N 178°06′E / 51.1, 178.1 | 30 km    |